# 克日什托夫·科塞多夫斯基
克日什托夫·科塞多夫斯基（波蘭語：Krzysztof Kosedowski，1960年12月12日—），波兰男子拳击运动员。他曾代表波兰参加1980年夏季奥林匹克运动会拳击比赛，获得一枚铜牌。

## 家庭
有哥哥莱谢克·科塞多夫斯基。